# Bani Sebih
 (janvier 2024).
La mise en forme du texte ne suit pas les recommandations de Wikipédia : il faut le « wikifier ».
Les points d'amélioration suivants sont les cas les plus fréquents. Le détail des points à revoir est peut-être précisé sur la page de discussion.
- Les titres sont pré-formatés par le logiciel. Ils ne sont ni en capitales, ni en gras.
- Le texte ne doit pas être écrit en capitales (les noms de famille non plus), ni en gras, ni en italique, ni en « petit »…
- Le gras n'est utilisé que pour surligner le titre de l'article dans l'introduction, une seule fois.
- L'italique est rarement utilisé : mots en langue étrangère, titres d'œuvres, noms de bateaux, etc.
- Les citations ne sont pas en italique mais en corps de texte normal. Elles sont entourées par des guillemets français : « et ».
- Les listes à puces sont à éviter, des paragraphes rédigés étant largement préférés. Les tableaux sont à réserver à la présentation de données structurées (résultats, etc.).
- Les appels de note de bas de page (petits chiffres en exposant, introduits par l'outil «  Source ») sont à placer entre la fin de phrase et le point final[comme ça].
- Les liens internes (vers d'autres articles de Wikipédia) sont à choisir avec parcimonie. Créez des liens vers des articles approfondissant le sujet. Les termes génériques sans rapport avec le sujet sont à éviter, ainsi que les répétitions de liens vers un même terme.
- Les liens externes sont à placer uniquement dans une section « Liens externes », à la fin de l'article. Ces liens sont à choisir avec parcimonie suivant les règles définies. Si un lien sert de source à l'article, son insertion dans le texte est à faire par les notes de bas de page.
- La présentation des références doit suivre les conventions bibliographiques. Il est recommandé d'utiliser les modèles {{Ouvrage}}, {{Chapitre}}, {{Article}}, {{Lien web}} et/ou {{Bibliographie}}. Le mode d'édition visuel peut mettre en forme automatiquement les références.
- Insérer une infobox (cadre d'informations à droite) n'est pas obligatoire pour parachever la mise en page.

Pour une aide détaillée, merci de consulter Aide:Wikification.
Si vous pensez que ces points ont été résolus, vous pouvez retirer ce bandeau et améliorer la mise en forme d'un autre article.
 (janvier 2024).
 (février 2025).
Si vous disposez d'ouvrages ou d'articles de référence ou si vous connaissez des sites web de qualité traitant du thème abordé ici, merci de compléter l'article en donnant les références utiles à sa vérifiabilité et en les liant à la section « Notes et références ».
La tribu de Bani Sebih, également connue sous le nom de Sbehas ou Sebih, ou encore  Subayh, en arabe (صبيح) est une tribu arabe d'origine  hilalienne, établie dans l'ouest de la wilaya de Chlef en Algérie, comprenant des régions telles que Boukadir (capitale de la tribu) Sobha, Ain-Murane, Oued Sly et Heranfa. Ainsi que dans l'ouest du Maroc dans la région de la Chaouïa dans la tribu des Mdakra et sa faction des Oulad Sabbah dont les capitales sont El Gara et Benslimane.

## Histoire et origine
La tribu des Subha est issue de la branche de Zoghba des Banu Hilal, descendant de Subha ibn Alaj Ibn Malik Ibn Zoghba, lui-même descendant d'Ismail, figure biblique et coranique. Associées aux tribus des Banu Majāhir de Mostaganem et des Flittah de Relizane, les Subha étaient considérées comme des tribus puissantes de l'ouest algérien selon Ibn Khaldoun[réf. nécessaire].
Leur généalogie est la suivante:
La tribu arabe Sabih Al- Hilalia fait remonter son ascendance à Sabih bin Ilaj bin Malik bin Zaghbah bin Abu Rabi'ah bin Nahik bin  Hilal bin 'Amer bin Sa'sa' bin Muawiya bin Bakr bin Hawazin bin Mansur bin Ikrimah bin Khasafa bin Qais bin Ailan bin Mudar bin Nizar bin Ma'ad bin Adnan[réf. nécessaire]

## Division tribale
La tribu des Subha est divisée en deux branches distinctes en fonction de leur localisation géographique.

### Subha Sud
1. Awlad Ammour
2. Zmala Kherba
3. Awlad Zouheïr
4. Bir Djaneb

### Subha Dharha

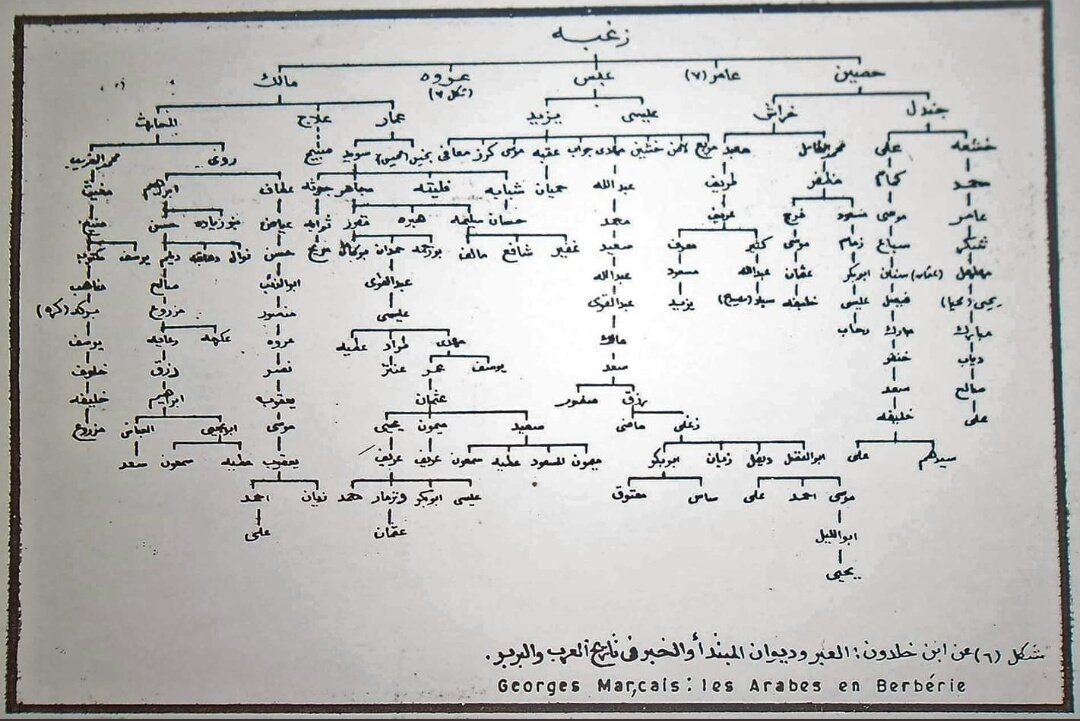
Généalogie des Zoghba

1. Awlad Ali
2. Awlad Ziyad
3. SbaaGénéalogie des Zoghba
4. Awlad Aawn
5. Awlad Sabbah
6. Haranfa
7. al-Mashai'a

### Oulad Sabbah chez lesMdakraau Maroc
1. Zbirat, Ouled Atiya et Ouled Faida : venus du Tadla.
2. Athamna el Mzaraa : venus également des Ouled Hriz.
3. Ouled Qorra, Ouled Zidane, Maatga et Maaiz : originaires des Ourdigha.

## Les enfumades de Sebih
Les événements tragiques du 12 août 1845 à Aïn Merane, impliquant la tribu Sebih, ont marqué l'histoire de la résistance populaire contre la colonisation française. Ces enfumades, menées dans la région de Debboussa entre les communes de Sobha et Aïn Merane, constituent l'un des plus grands massacres et crimes contre l'humanité de la période coloniale et demeurent encore aujourd’hui des épisodes sombres de l'histoire, marqués par des génocides et la résistance farouche des tribus algériennes.

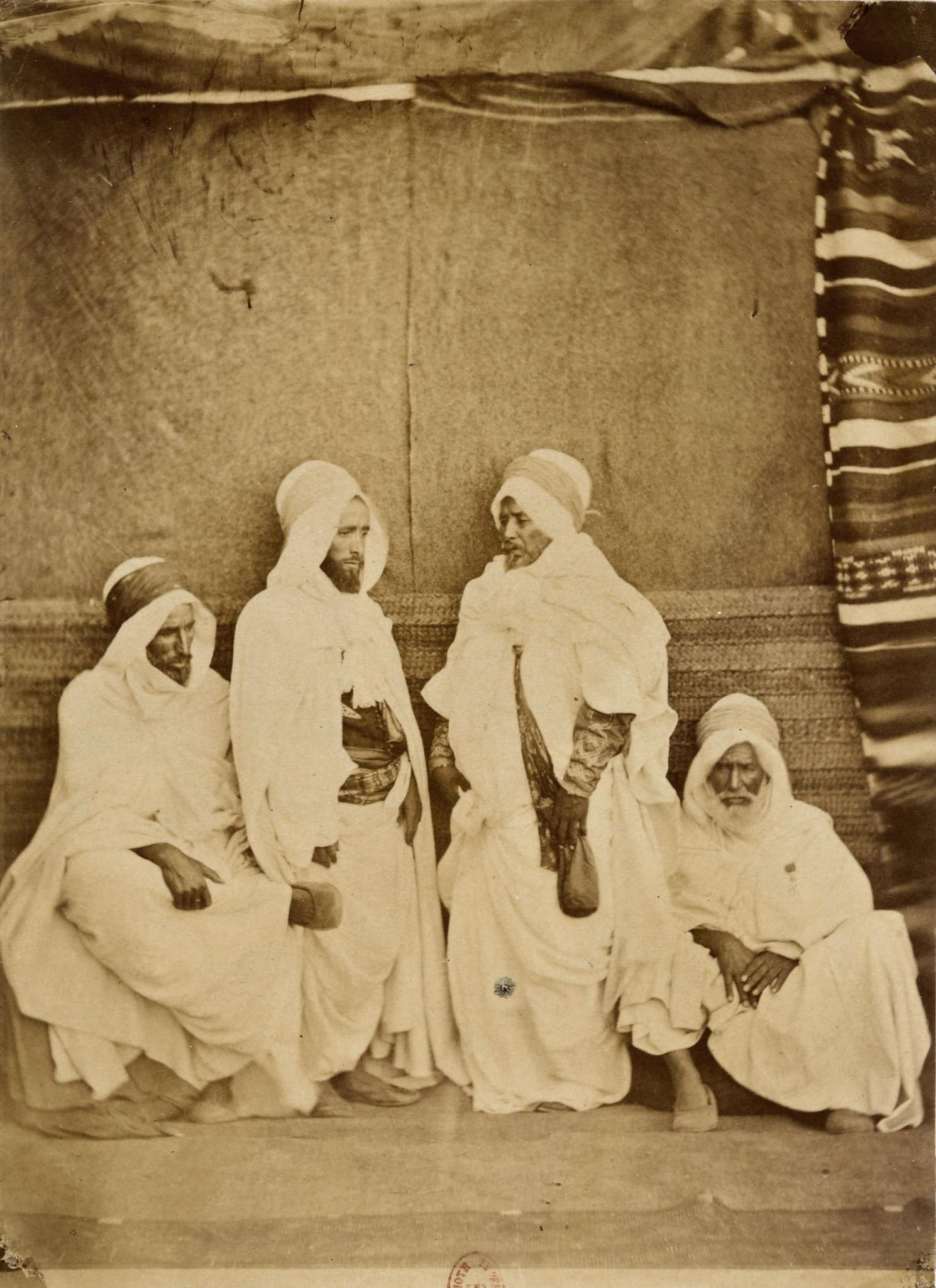
(Droite à gauche) : Hājj Muhammad, qā'id des Zmālah • Qaddūr b. Maylūd Malazim al-Sbyhī, qā'id des Sebih • Qaddūr Bū-ʿAlām, qā'id des Banī ʿĀmir (Gharabah) • Sī Jalūl, qā'id des Flītah

Contexte historique
Le colonisateur français, représenté par des figures telles que Cavaignac, Canrobert et Saint-Arnaud, a cherché à réprimer les Sbéahs qui soutenaient les résistances populaires menées par l'Emir Abdelkader et Cheikh Boumaâza dans la région de la Dahra. L'année 1844 a vu la première tragédie des grottes, où les Sbéahs, accusés d'assassiner des colons et des caïds, ont été pourchassés. La grotte de Debboussa devient le théâtre d'une confrontation brutale aboutissant à une enfumade, entraînant la mort de nombreux Algériens[réf. nécessaire].

### Les Grottes de Debboussa (11 juin 1844)
Commandée par Cavaignac, une colonne française est confrontée aux Sbéahs dans les grottes de Debboussa. Après un échec des pourparlers, les Français décident d'enfumer la grotte, résultant en la mort de centaines d'Algériens. Cette confrontation devient le précédent macabre pour les événements à venir.

### Enfumades d'Ain Merane (12 août 1845)
Saint-Arnaud, voulant surpasser les brutalités précédentes, découvre 500 Algériens dans une grotte entre Ténès et Mostaganem (Aïn Merane). Refusant de se rendre, ils sont murés vivants sur ordre de Saint-Arnaud. L'opération, menée du 8 au 12 août 1845, fait référence à une poignante lettre où Saint-Arnaud rapporte froidement l'inhumanité de l'emmurage, réduisant les Algériens à 500 "brigands" enterrés vivants.

### Révélation historique (2018)
En 2018, l'écrivain Kitouni Hosni révèle un rapport perdu de Saint-Arnaud, qui décrit en détail les préparatifs et la mise en œuvre des enfumades de Sebih. Le nombre de martyrs algériens est longtemps resté contesté, l'État algérien affirmant aujourd'hui que plus de 2 000 personnes ont péri dans cette grotte en 1845.

### Commémoration et mémoire
L'Algérie commémore chaque année, rappelant les sacrifices des martyrs dans les enfumades de Sebih. Le ministre algérien souligne l'importance de honorer la mémoire de ces héros qui ont résisté aux forces coloniales. La commémoration devient une halte nécessaire pour rappeler à la jeunesse les sacrifices consentis au service de la patrie.
Les Enfumades de Sebih demeurent un témoignage tragique de la brutalité coloniale et de la résistance indomptable des Algériens face à l'oppression étrangère.

## Résistance contre la colonisation
Pour éradiquer la résistance menée par l'Emir Abdelkader et Cheikh Boumaâza dans la région de la Dahra, la France coloniale a recouru à des génocides, dont les enfumades d'août 1845, causant la mort de près de 1 500 personnes. La correspondance de responsables français, notamment du Maréchal Bugeaud, révèle l'atrocité de ces actes, montrant la brutalité du colonialisme.

## Mémoire et documentations
Malgré les tentatives de dissimulation des crimes coloniaux, des recherches universitaires et des collectes de témoignages sont essentielles pour documenter et divulguer ces événements historiques. Des efforts sont déployés pour recueillir des informations sur ces génocides, soulignant l'importance de préserver la mémoire collective et de commémorer les victimes.

## Appel à la réhabilitation
Les habitants de la région espèrent la réhabilitation de la grotte de Debboussa, témoin des crimes de la France coloniale. Ils appellent à la création d'une stèle commémorative ou d'une fresque murale pour honorer la résistance de la tribu Sebih contre l'oppression coloniale.

## Contexte historique et statistiques
La tribu Sabih Al Hilaliya  était la plus grande tribu de la région d’Orléansville (aujourd’hui Chlef) en 1844-1845, comptant environ 12 000 personnes. Cependant, les chiffres présentent des contradictions historiques, remettant en question la fiabilité des recensements coloniaux. La résistance féroce de la tribu Sabih contre le colonialisme français est également soulignée, montrant son rôle actif dans la lutte.

## Personnalités célèbres de la tribu
- Rachid Nekkaz, homme d'affaires et ex-candidat à la présidence algérienne. Son nom complet est Rachid ben Larbi ben Mohamed ben Khalifa ben al-Mahi ben Ahmed, et il est issu de la fractions des al-Mashai'a[réf. nécessaire].
- Ben Begherich, marabout (soufisme) de la tribu[réf. nécessaire].